# Lockhartia galeottiana
Lockhartia galeottiana är en orkidéart som beskrevs av Soto Arenas. Lockhartia galeottiana ingår i släktet Lockhartia och familjen orkidéer. Inga underarter finns listade i Catalogue of Life.